# Chokchai Chuchai
Chokchai Chuchai (thailändisch โชคชัย ชูชัย, * 19. April 1988 in Phatthalung) ist ein thailändischer Fußballspieler.

## Karriere

### Verein
Chokchai Chuchai stand von 2007 bis 2008 beim Erstligisten Buriram PEA FC in Buriram unter Vertrag. 2008 wurde er mit Buriram thailändischer Fußballmeister. 2009 wechselte er zum Erstligaaufsteiger Muangthong United nach Pak Kret, einem nördlichen Vorort der Hauptstadt Bangkok. Mit dem Club wurde er in der ersten Thai Premier League–Saison Meister des Landes. Nach einer Saison verließ er Muangthong und schloss sich dem Zweitligaaufsteiger Raj-Pracha FC aus Bangkok an. 2011 wechselte er zum Ligakonkurrenten Suphanburi FC nach Suphanburi. 2012 wurde er an den Erstligisten Esan United ausgeliehen. Nach Vertragsende in Suphanburi unterzeichnete er 2013 einen Einjahresvertrag beim Zweitligisten Trat FC in Trat. 2014 nahm ihn der Erstligist Songkhla United FC aus Songkhla unter Vertrag. Ende 2014 musste der Club aus Tabellenachtzehnter den Weg in die zweite Liga antreten. In der zweiten Liga spielte er noch eine Saison für Songkhla. Ligakonkurrent Nakhon Pathom United FC aus Nakhon Pathom nahm ihn ab der Saison 2016 unter Vertrag. Nachdem der Verein keine vollständigen Lizenzierungsunterlagen für die Saison 2018 vorgelegt hatte, musste der Verein in die vierte Liga zwangsabsteigen. 2018 wurde er mit dem Club Meister der  Western Region. Nakhon Pathom stieg in die dritte Liga auf. Die Saison 2019 schloss der Verein als Meister der Thai League 3 in der Lower Region ab und stieg wieder in die zweite Liga auf. Am Ende der Saison 2022/23 feierte er mit Nakhon Pathom die Meisterschaft und den Aufstieg in die erste Liga. Am Ende der Saison 2024/25 belegte er mit Nakhon Pathom den vorletzten Tabellenplatz und musste somit in die zweite Liga absteigen.

### Nationalmannschaft
Chokchai Chuchai spielte von 2002 bis 2004 achtmal in der thailändischen U-17-Nationalmannschaft.

## Erfolge
Buriram PEA FC
- Thailändischer Meister: 2008

Muangthong United
- Thailändischer Meister: 2009

Nakhon Pathom United FC
- Thai League 4 – West: 2018  ▲

- Thai League 3 – Lower: 2019  ▲

- Thailändischer Zweitligameister: 2022/23  ▲